# Scellus dyscritus
Scellus dyscritus är en tvåvingeart som beskrevs av Hurley 1995. Scellus dyscritus ingår i släktet Scellus och familjen styltflugor.
Artens utbredningsområde är Oregon. Inga underarter finns listade i Catalogue of Life.